# Rover (forening)
 For alternative betydninger, se Rover. (Se også artikler, som begynder med Rover)
Rover er en forening, som overvåger alle offentlig transportselskaber i Nederlandene. Foreningen taler for alle passagerer, der kører med tog, bus, metro, trolleybus eller sporvogn.
Rover stiller sig op mellem myndigheder, offentlige transportselskaber og kunderne.